# 越前岬水仙ランド
越前岬水仙ランド（えちぜんみさきすいせんランド）は、福井県丹生郡越前町血ヶ平にある公園である。

## 概要
営業時間
- 休園日：毎週木曜日（11月～翌年3月までの水仙開花期間は無休）
- 9:00 - 17:00

## 周辺
- 越前海岸
- 越前岬
- 呼鳥門
- 越前岬灯台